# 花原あんり
花原 あんり（はなはら あんり、1990年8月15日 - ）は、日本の女優、歌手。
NHKBSプレミアムの子供番組、みんなDEどーもくん!のうたのおねえさんとして知られる。アミュレート所属

## 人物・来歴
- 東京出身。
- 身長165cm。
- 血液型はA型。

- 小学生の頃からダンスを習い『ビリーヴ』で初舞台を踏む。
- イマジンミュージカルにてミュージカルの基礎を学び、イマジン作品で数多く出演している。
- 特技はダンス（ヒップホップ・ジャズ・タップダンス）、バレエ。
- 愛称は「あんり」「あんりちゃん」「あんふわり」。
- 2020年9月25日のブログにて、結婚と出産を報告。

## 主な出演作品

### 舞台
- 舞台『ビリーヴ』（1998年7月30日 - 31日、武蔵野市民文化会館大ホール（アルテ））-えりな役
- 国連クラシックライブ『赤毛のアン』（2000年、東京国際フォーラム）
- イマジンミュージカル『若草物語』（2002年8月2日、世田谷区民会館）
- イマジンミュージカル『マルコ 〜母をたずねて三千里〜』（2002年、五反田ゆうぽうと）
- イマジンミュージカル『アルプスの少女ハイジ』（2003年、前進座劇場）
- イマジンミュージカル『あしながおじさん』（2006年7月15日、前進座劇場）
- TOURS MUSICAL 2008『赤毛のアン』（2008年、新宿文化センター他全国公演・イマジン制作）
- イマジンミュージカル『小公子セディ』（2009年7・8月、前進座劇場〜全国ツアー）
- 舞台『時空警察ヴェッカーサイト』（2011年2月24日 - 2月27日、渋谷区文化総合センター大和田 伝承ホール） - 主演・時空刑事セレネ役
- ハウス食品主催 ファミリーミュージカル『トラップ一家物語』（2012年8月、全国16都市公演） -  主演・マリア役
- 舞台ハイスクール!奇面組（2017年6月1日 - 4日、全労済ホールスペース・ゼロ） - 若人蘭 役[1][2]

### TV
- 『みんなDEどーもくん!』（2011年4月17日 - 2017年4月2日、NHK BSプレミアム）

### ラジオ
- STVラジオ『ツルハグリーンウォーク2015』（2015年9月 - 、北海道札幌市）

### CM
- リクルート「ポンパレ」
- ラウンドワン　誕生会篇／お姫様役
- エステー「消臭プラグ」
- イトーヨーカドー　ランドセル